# Oldřich Nejedlý
Oldřich Nejedlý (* 26. Dezember 1909 in Žebrák; † 11. Juni 1990) war ein tschechoslowakischer Fußballspieler.

## Karriere

### Vereine
Der Kanonier Nejedlý war einer der großen Fußballstars in den 1930ern. Der in Žebrak in der Nähe von Prag geborene Nejedlý begann seine Fußballkarriere in seiner Heimatstadt und wechselte mit 16 Jahren zur Provinzmannschaft Rakovník. Ab 1931 kamen zehn erfolgreiche Jahre bei Sparta Prag. Er erzielte hier von 1931 bis 1941 insgesamt 388 Tore in 415 Spielen, davon 161 Treffer in 187 Ligaspielen, und wurde dabei viermal tschechoslowakischer Meister. Von 1941 bis 1950 lief er wieder für Rakovnik auf. Zum Ende seiner Karriere trug er wieder das Trikot seines Heimatvereines in Žebrak und nahm schließlich im Alter von fast 47 Jahren nach einem Beinbruch Abschied vom aktiven Fußball.
Nejedlý ging wegen seiner großen Verletzungsanfälligkeit kaum in direkte Zweikämpfe. Vielmehr zeichneten ihn sein gutes Stellungsspiel und seine Technik aus. Seine Tore erzielte er weniger mit seiner Schusskraft, als mit seinem „Torriecher“.

### Nationalmannschaft
Bei der Weltmeisterschaft 1934 war der Stürmer auf Seiten der Tschechoslowakei der alles überragende Akteur seiner Mannschaft. Als Torschützenkönig der WM trug er mit seinen fünf Turniertreffern erheblich zum Finaleinzug bei; drei der Tore erzielte er beim 3:1-Sieg im Halbfinale gegen die Nationalmannschaft Deutschlands.
Vier Jahre später, bei der WM 1938 in Frankreich, brach er sich im Viertelfinale gegen die Seleção ein Bein. Bis dahin erzielte er zwei Turniertore. Insgesamt erzielte er in 43 Einsätzen 28 Tore für die Nationalmannschaft der Tschechoslowakei. Mit der Mannschaft nahm er ferner am Wettbewerb um den Edvard-Beneš-Pokal teil, wirkte am 28. August 1938 in Zagreb beim 3:1-Sieg über die Nationalmannschaft Jugoslawiens und am 4. Dezember 1938 in Prag beim 6:2-Sieg über die Nationalmannschaft Rumäniens mit; am Ende des Turniers gewann er mit seiner Mannschaft den Pokal.
Sein einziges Länderspiel für die Nationalmannschaft von Böhmen und Mähren bestritt er am 27. August 1939 in Prag beim 7:3-Sieg über die Nationalmannschaft Jugoslawiens, wobei er mit dem Treffer zum 6:2 in der 80. Minute ein Tor beitrug.
Beim Kontinentalspiel am 20. Juni 1937 in Amsterdam zwischen Zentraleuropa und Westeuropa, spielte Nejedlý an der Seite von Giuseppe Meazza, Silvio Piola und György Sárosi im Sturm von Zentraleuropa und erzielte einen Treffer zu deren 3:1-Erfolg.